# Yingui
Yingui es un municipio del departamento de Nkam de la región Litoral, Camerún. En noviembre de 2005 tenía una población censada de 2304 habitantes.
Se encuentra ubicado cerca del golfo de Biafra y de la ciudad más poblada del país, Duala.